# Devil May Cry 4
Devil May Cry 4 (デビルメイクライ4) est un jeu d'action-aventure de type Hack 'n' Slash développé par Capcom Production Studio 1 et édité par Capcom, sorti en 2008 sur PlayStation 3, Xbox 360 et Windows. Quatrième volet de la série Devil May Cry, il est scénarisé par Bingo Morihashi et réalisé par Hideaki Itsuno. L'histoire se focalise sur un nouveau personnage, Nero, un adolescent doté de pouvoirs démoniaques qui a pour mission d'arrêter le personnage principal de la série, Dante.

## Système de jeu
Le système de jeu de Devil May Cry 4 est sensiblement identique à celui de ses prédécesseurs. Le joueur progresse durant l'aventure où l'histoire est scindée en plusieurs chapitres. La performance du joueur est évaluée et affichée à l'écran via un grade, « D » étant le plus faible et « SSS » le plus élevé. Ce système est appelé « Points de style ». Le combat est par conséquent au centre du jeu, représenté par diverses attaques variées et ininterrompues. Le joueur doit éviter les attaques ennemies pour continuer à exécuter des combos.
En fin de mission, une note est attribuée au joueur selon des critères spécifiques. La note est basée sur le temps qui s'est écoulée lors de la mission, des sphères récoltées et des points de style. Le classement est affiché via une lettre : « D » représentant la moins bonne note et « S » pour la meilleure note. Un système de pénalité est également présent, si le joueur succombe et décide d'utiliser une sphère pour revenir à la vie, son classement sera affecté négativement.
Quelques changements ont été ajoutés pour Devil May Cry 4, notamment la présence de deux personnages jouables, Dante et Nero, et une légère modification du système d'achat d'objets. Une nouvelle monnaie, « Âmes Fières » (Proud Souls), est utilisée pour acheter de nouvelles capacités. Les âmes fières sont récompensées à la fin des missions, le montant varie en fonction des performances du joueur. Le coût des capacités augment avec l'achat d'autres capacités, les capacités peuvent être revendues à leur prix d'origine,.
Le joueur est aux commandes de Nero durant une grande partie du jeu. Nero est équipé d'une épée (« Red Queen »), d'un revolver (« Blue Rose ») et de son bras démoniaque (« Devil Bringer »). Son bras lui permet d'atteindre des plateformes et peut l'utiliser pour s'approcher des ennemis au cors-à-corps. L'épée de Nero lui donne la possibilité d'augmenter sa puissance en chargeant la jauge « Exceed ». Dans une partie de l'aventure, Nero est en possession du katana Yamato. La lame apparaît uniquement quand Nero se transforme en démon, elle est maniée par un double fantomatique qui donne un deuxième coup calqué sur ceux donnés par la « Red Queen ». Certains combos combinent les deux armes, à condition de les débloquer.
Le joueur incarne par la suite Dante durant sept missions, son gameplay est basé sur celui de Devil May Cry 3. Dante commence le jeu avec sa traditionnelle épée « Rebellion », sa paire de pistolets (Ebony et Ivory) ainsi qu'un fusil de chasse, le Coyote-A. Dante récupère d'autres armes au cours de l'aventure telles que « Gilgamesh », « Pandora »,« Lucifer » et « Yamato ». Comme dans Devil May Cry 3, Dante est équipé de plusieurs styles de jeu différent : « Swordmaster » offrant de nouvelles techniques au corps à corps essentiellement à l'épée, « Gunslinger » pour des techniques axés sur les armes à feu, « Trickster » pour un style plus défensif basé sur l'esquive et les acrobaties et « Royalguard », permettant de bloquer les coups et les renvoyer,. Un style caché, le Dark Slayer, n'est disponible que pour l'avant-dernier boss du jeu.

### Devil May Cry 4: Special Edition
Le 15 décembre 2014, Capcom révèle qu'une mise à jour du jeu du jeu sortira sur PlayStation 4 et Xbox One pour 2015. Le jeu est intitulé simplement Devil May Cry 4 : Special Edition et sort officiellement au Japon le 18 juin sur consoles puis le 24 juin 2015 pour la version PC.
Le jeu a été publié au format physique au Japon et uniquement en téléchargement pour le reste du monde. Cette édition comporte Vergil, Trish et Lady en tant que personnages jouables, possédant chacun une cinématique d'intro et de fin,. Des costumes supplémentaires pour Trish et Lady ont été inclus dans les premières versions du support physique et comme bonus de précommande pour les versions numériques.
Le jeu contient le mode Legendary Dark Knight, un mode de difficulté supplémentaire avec un nombre d'ennemis considérablement accru, et un réglage Turbo, qui augmente la vitesse de jeu de 20%, les deux modes précédemment exclusifs à la version originale de la version PC. L'économie du jeu a été revue pour une acquisition plus rapide des orbes rouges et des âmes fières, deux outils pour acheter des objets et améliorer les compétences. Cette version intègre également des textures non compressées et des effets visuels améliorés. Le jeu apporte une nouveauté, l'intégration des voix japonaises. L'acteur Toshiyuki Morikawa qui avait déjà doublé Dante pour l'anime de 2007, revient pour enregistrer la voix de Dante dans cette édition de Devil May Cry 4. Quant à Nero, il est doublé par Kaito Ishikawa,.

## Histoire
L'histoire se déroule quelques années après les événements de Devil May Cry .
La ville de Fortuna et son château, située sur la côte, est le centre d'une culture distincte fondée sur une religion unique. C'est le centre de l'Ordre de l’Épée (The Order of the Sword), une organisation religieuse qui adore le Légendaire Chevalier Sombre Sparda, un démon qui a rejeté sa lignée et a combattu contre sa propre race au nom de l'humanité. À l'image de Sparda, l'Ordre de l’Épée a décrété son désir d'éliminer toute race de démon et a établi une brigade spéciale de Chevaliers Saints afin d'accomplir cette tâche.
Le jeune Nero, faisant partie de cet Ordre, arrive en retard à un récital donné par une belle jeune femme (cinématique du début du jeu) et doit faire face à quelques démons pour parvenir à la salle de concert. Une fois arrivé a la salle de concert, la jeune femme a fini de chanter, mais remarque finalement la présence de Nero. Elle retourne s'asseoir dans l'assistance, auprès de Nero, qui lui offre un cadeau. Alors que le vieux Sanctus, le leader de l'Ordre de l’Épée, commence sa messe, Dante fait irruption dans la salle, en défonçant le vitrail du plafond, et tue Sanctus.
Par réflexe, l'unité d'élite des Chevaliers Sacrés se rue sur Dante mais ce dernier n'éprouve aucun mal à battre ses assaillants. Alors que Credo, le chef des Chevaliers Sacrés, allait périr sous les coups de Dante, Kyrie, la jeune femme du début, ainsi que Nero, se ruent sur lui pour le protéger. Alors que Nero engage un duel avec Dante, il dit à Credo de fuir à l'extérieur du bâtiment. S'ensuit alors un combat acharné entre Nero et Dante.
Dante finit par s'enfuir, et Nero part à sa poursuite.
Très vite, Nero apprend l'existence de portails créés par Agnus , le scientifique de l'ordre, reliant la terre aux enfers et découvre que certains membres de l'ordre se sont transformés en démons, notamment Agnus, Credo et Sanctus qui est, depuis, revenu à la vie. En explorant le laboratoire d'Agnus, Nero trouve et reconstitue une arme démoniaque avec laquelle il résonne et qui s'avère être Yamato, le sabre de Vergil, frère jumeau de Dante.
Nero est finalement confronté à Credo qui a reçu l'ordre de le capturer. Mais échouant, Sanctus et Agnus capturent Kyrie pour faire pression sur Nero, Credo se retourne alors contre eux et le paye de sa vie.
Nero se fait alors capturer par Sanctus qui les obligent, lui et Kyrie, à fusionner avec le Sauveur , un gigantesque guerrier de pierre animé par l'âme humaine et le pouvoir démoniaque. Dante et Trish arrivent en renforts, avertis quelques semaines auparavant par Lady que l'Ordre avait mis la main sur Yamato et prévoyait de s'en servir pour déchaîner les enfers sur terre, puis d'exterminer les démons avec le Sauveur, passant ainsi pour les protecteurs de l'humanité. Trish évacue les innocent de l'Ordre, Dante quant à lui referme les portails, tue Agnus, récupère Yamato, puis affronte le Sauveur.
Nero, quant à lui, se libère et tue Sanctus avant de libérer Kyrie, stoppant ainsi le Sauveur. Dante retourne au Devil May Cry après avoir félicité Nero et lui avoir confié Yamato.

## Personnages
- Nero : Le personnage principal il partage la vedette avec Dante. Il veut retrouver Dante afin de lui faire payer le meurtre de Sanctus. Il a un bras démoniaque et fait partie de l'Ordre de l’Épée. Il serait un descendant de Sparda, d'où sa ressemblance physique avec Dante. La capacité de manier des armes démoniaques, comme le Devil Bringer ou Yamato, tiendrait de Vergil.

- Dante : Personnage principal de la série, il partage la vedette avec Nero. Il porte son épée Rébellion et ses fidèles Ebony & Ivory. Il a pour but de récupérer Yamato, ancien katana de Sparda qui avait été récupéré par Vergil, son frère.

- Kyrie : Une femme que l'on voit chanter dans le trailer. Nero tient beaucoup à elle et la protège constamment. En vérité, Nero est amoureux d'elle et elle de lui. Pour elle, Nero est à la fois un frère, un ami et un amant.

- Trish : Jeune femme apparue dans le premier épisode, elle va aider Dante dans son aventure. Elle apparaît tout d'abord sous les traits de la voluptueuse Gloria.

- Lady : Chasseuse de démons passionnée déjà présente dans le troisième opus. Elle a beaucoup changée mentalement. C'est elle qui apprend à Dante l'existence et les projets de l'Ordre de l'Epée.

- Credo : Général suprême des Chevaliers Sacrés, Credo est chargé de protéger Fortuna des démons. Il est le frère de Kyrie. Pour lui, les ordres passent avant les sentiments personnels mais il se fait avoir par Sanctus et il va mourir pour protéger Kyrie, sa sœur.

- Agnus : Le « savant fou » de l'Ordre de l'Epée.  Il crée des démons de façon artificielle en extrayant des âmes de vrais démons invoqués et en les manipulant dans son laboratoire. Il lui arrive aussi d'utiliser des armes démoniaques comme outil de travail.

- Sanctus : Le chef de l'Ordre de l'Epée. Vieillard qui voue un culte sans fin à Sparda tout en interprétant ses actes de façon très personnelle et détournée.

À noter que les noms des personnages secondaires (Kyrie, Gloria, Credo, Sanctus et Agnus) sont les cinq parties de la messe habituellement mises en musique.

## Versions
- Classique
- Collector européenne (boîtier en métal, livret d'Artbook de 32 pages)
- Collector américaine (boîtier en métal, DVD des quatre premiers épisodes de l'anime, disque bonus contenant un making of, des extraits de la bande originale et des illustrations)
- Special Edition (annoncée en décembre 2014, version remastérisée du jeu prévue pour le courant de l'été 2015 sur PlayStation 4 et Xbox One.)